# 第二阪神線
第二阪神線（だいにはんしんせん）は、阪神電気鉄道が戦前に建設を計画していた鉄道路線。『阪神電気鉄道八十年史』では単に「増設線」と表記されている。
伝法線（後に西大阪線、さらに阪神なんば線と改称）を延伸し、本線の並行路線とする計画。

## 概要
阪神電気鉄道は、1905年（明治38年）に今の本線を軌道条例に基づいて開業させたが、阪神急行電鉄（現在の阪急）が1920年（大正9年）に直線経路をとる神戸線を並行して開業させたため、阪神が対抗のため計画したものである。但し『阪神電気鉄道八十年史』では阪急神戸線の敷設が直接本路線の計画に繋がったとまでは断言していない。対抗上、高速運転可能な線形にすることにしていた。
計画では、梅田駅 - 出入橋駅間、西宮駅 - 芦屋駅間、御影駅 - 石屋川駅間、岩屋駅 - 三宮駅間は現在線との複々線とし、出入橋駅 - 伝法駅 - 尼崎駅 - 西宮駅間、芦屋駅 - 御影駅間、石屋川駅 - 岩屋駅間に新線を建設することとしていた。
1919年（大正8年）に尼崎 - 岩屋間の路線特許を受けた。当時阪神電気鉄道の専務取締役だった三崎省三はこの新線を輸送混雑解消の決め手と考えており、1920年（大正9年）から4年がかりで開通させる考えだった。
なお、1921年（大正10年）には、上記の計画に加えて大物から中島水道に直線で向かい、以後は既設線に沿って野田まで向かう増設線計画が申請され、1927年（昭和2年）に路線特許を受けた。

## 頓挫・その後
しかし、工事施行認可が大きく遅れた。尼崎市会は本路線の開通により市内が分断されることを懸念し、スラブ式高架線で敷設するよう要請した。また、計画を主導していた三崎が1927年（昭和2年）に辞任したため、伝法線として開業した千鳥橋 - 伝法 - 大物 - 尼崎間を除き、実際に鉄道が走ることはなかった。三崎が本路線の目的としていた輸送力の増強は、その後車両の大型化や既設線の拡充によって達成しており、『阪神電気鉄道八十年史』では経営的に圧迫を受ける可能性が高い並行路線の建設が頓挫したことは阪神にとってかえって幸運だったと結論付けている。
なお、複々線の高架として完成した御影駅 - 石屋川駅の残り2線は留置線となっているほか、国道43号の開通に伴い、石屋川駅 - 西灘駅間は第二阪神線の計画線へと付け替えられている。